# Jorge Zamogilny
Jorge Damián Zamogilny (Buenos Aires, 5 gennaio 1980) è un ex calciatore argentino, di ruolo centrocampista.